# Diakhaté
Diakhaté ist ein insbesondere im Senegal gebräuchlicher Familienname.

## Namensträger
- Abdoulaye Diakhaté (* 1988), senegalesischer Fußballspieler
- Lamine Diakhaté (1928–1987), senegalesischer Politiker, Diplomat und Schriftsteller
- Pape Diakhaté (* 1984), senegalesischer Fußballspieler